# Машин грех (роман)
Машин грех (енг. The Sin Collector) је руски бестселер објављен 2017. године ауторке Дарје Дезомбре и спада у модерну руску књижевност. Српско издање објавила је издавачка кућа "Вулкан издаваштво" 2019. године.

## О аутору
Дарја Дезомбре рођена је у Санкт Петербургу, где се школовала у престижној Уметничкој школи „Ермитаж“, а мастер студије из енглеског и шпанског наставила на Државном универзитету у Санкт Петербургу. Године 2000. преселила се у Париз где је стекла диплому из маркетинга и менаџмента у моди и радила као директор маркетинга, пре него што се у потпуности посветила писању сценарија. Пише за водеће филмске куће у Русији и Украјини. Такође учествује у адаптацији америчких и европских телевизијских програма за руско тржиште. Живи у Бриселу са супругом и двоје деце.

## О књизи
Прича почиње представљањем Маше Каравај, апсолвенткиње правног факултета која долази на праксу у седиште централног директората Москве, чиме покушава да надомести своју опсесију серијским убицама које проучава целог живота као последицу тога да је као мала изгубила оца и његовог нерешеног убиства од чега се никад није опоравила.
За ментора јој додељују искусног детектива Андреја Јаковљева који је завршио школу за полицајце у провинцији и који на Машу гледа као на уображену студенткињу која је преко везе дошла на праксу и даје јој досијее бизарних, наизглед неповезаних убистава која би је требала држати по страни како му не би реметила актуелне истраге на којима ради.
Ситуација почиње да се мења када Маша примети повезаност између убистава бизарним средњовековним методама и актуелног случаја на коме Андреј ради.
Убрзо долазе до закључка да у граду постоји серијски убица, фанатични психопата вођен светим текстовима који убија људе које сматра грешницима који врше грехе описане у Откривењу Јовановом. Убица над грешницима изводи ритуална убиства на начине како су и описани у јеванђељу и њихова тела јавно излаже.
Убица који је на путу митарства и придржава се мапе средњовековне Москве која је грађена да буде нови Јерусалим када је Константинопољ изгубио самосталност. 
Како случај напредује и како све више и више залазе у лавиринт фанатизма и необичних ритуала и дешифрују саму енугму убистава убица схвата да су му детективи на трагу и свој гнев усмерава на Машу и њој блиске људе које она покушава да заштити, а Андреј ради све како би заштитио Машу.
Ауторка детаљно описује убијене грешнике и њихове поступке дајући јасну слику друштвених разлика и свих неправди које се дешавају у стварном животу.